# Analotes
Analotes är ett släkte av skalbaggar. Analotes ingår i familjen plattnosbaggar.
Kladogram enligt Catalogue of Life:
| Analotes | \| \| Analotes discoideus \| \| \| \| |
|          | \| \| Analotes discoideus \| \| \| \| |
|          | Analotes discoideus                   |
|          |                                       |